# Ministrowie nauki, innowacji i technologii Wielkiej Brytanii
Ministerstwo nauki, innowacji i technologii (ang. Department for Science, Innovation and Technology – DSIT) – brytyjski urząd ministerialny. Został utworzony 8 lutego 2023, w wyniku reorganizacji przeprowadzonej przez premiera Rishiego Sunaka. Ministerstwo powstało w związku z podziałem dotychczasowego ministerstwa biznesu, energii i strategii przemysłowej, z którego przejęło m.in. Rządowe biuro ds. nauki. W jego skład wszedł ponadto departament cyfryzacji (uprzednio w strukturze ministerstwa cyfryzacji, kultury, mediów i sportu).

## Lista ministrów nauki, innowacji i technologii
| Minister         | Czas urzędowania                 |
| ---------------- | -------------------------------- |
| Michelle Donelan | 8 lutego 2023 – 28 kwietnia 2023 |
| Chloe Smith      | 28 kwietnia 2023 – 20 lipca 2023 |
| Michelle Donelan | 20 lipca 2023 – 5 lipca 2024     |
| Peter Kyle       | od 5 lipca 2024                  |